# Фридман, Зеэв
Зеэв Фридман (Владимир Евгеньевич Фридман) (10.10.1960 − 29.11.2009) — писатель, музыкант, журналист.

## Творчество
Автор романа «В ночь на седьмое ноября», коротких рассказов, стихов, статей, впервые вошедших в 2012 году вместе с дневниковыми записями и воспоминаниями о З. Фридмане в книгу под общим названием «Когда зажжется свет в ночи», подготовленную после его смерти. В последующие годы роман публиковался в разных странах и в сборниках, и отдельно в российском издательстве «Водолей» в Москве, американском издательством «Либерти» в Нью Йорке, на платформе «Амазон» в Чикаго, в украинском издательстве «Издательский Дом Дмитрия Бураго» в Киеве.
В 2018 году на ХХVII международной научной конференции «Язык и культура» в Киеве прозвучал доклад "Советская официозная терминология и её истинное значение в романе Зеэва Фридмана «В ночь на седьмое ноября». В 2020 году права на издание книги на иврите выкупило израильское издательстве «Pardes» и роман вышел отдельной книгой на иврите в 2021 г.. С 2012 года и на сегодняшний момент прошли 24 презентации книг Зеэва Фридмана в русскоязычных общинах Израиля, 5 презентаций в России и 2 в Украине.
Особенностью ситуации, связанной с личностью Зеэва Фридмана и его творчеством, является то, что до того, как был найден его архив, о его работе над романом никто не знал — по свидетельству музыканта Анны Гиттерман (работала вместе с Зеэвом в оркестре «Симфониетта» города Беэр-Шева, дочь художников Эллы Биншток и Олега Кроткова), по свидетельству матери Риты Фридман, по свидетельству двух писателей, руководивших литературной студией «Среда Обетованная» в разные периоды, он действительно скрывал от окружающих информацию о том, что он пишет. К тому же один из руководителей студии, вспоминая Зеэва, делился тем, как предложил ему пройти процедуру вступления в студию, которую Зеэв посещал примерно с 2000 года, и тот отказался, мотивируя тем, что нет смысла вступать официально поскольку он не пишет ничего и у него нет ничего, что бы он мог принести на студийные обсуждения. Через два месяца после смерти Зеэва Фридмана родственниками были найдены у него в архиве рукописи романа и дневниковые записи.
По мнению писателя Эли Люксембурга, писателя Григория Кановича, журналиста Леи Алон (Лея Гринберг) литературное творчество Зеэва, и, в частности, его роман имеют ценность, как художественные произведения и должны быть изданы. Литературный редактор книги, публицист и писатель Александр Разгон (племянник Разгона Льва Эммануиловича) отредактировал тексты и подготовил к печати роман, рассказы, стихи, дневниковые записи и отзывы музыкантов-учеников Зеэва Фридмана об их учителе, вышедшие ранее отдельным изданием. Рисованные наброски, случайные портреты и карикатуры, иллюстрации к текстам Зеэва Фридмана, выполненные им ручками и карандашами на обрывках бумаги, на страницах дневника и телефонного справочника, на полях романа, были оцифрованы и отредактированы друзьями, имеющими соответствующее оборудование и знания в этой области. Макет книги выполнила художник Блейх, Галина Авраамовна и позднее она же оформила эксклюзивный альбом с рисунками Зеэва, изданный малым тиражом.
Несмотря на то, что Зеэв Фридман был профессиональным музыкантом, со сложившейся карьерой в Беэршевском симфоническом оркестре «Симфониетта» (кларнет), из дневниковых записей следует, что З. Фридман считал себя писателем и уделял большое внимание самостоятельной работе над текстами (об этом же свидетельствуют его комментарии, сохранившиеся на полях рукописи).
Зеэв Фридман ушел из жизни в возрасте 49 лет, не успев создать свою семью, но, по словам коллег-музыкантов из оркестра, посвящая много времени музыкальному образованию израильских детей и активной преподавательской деятельности в консерватории города Йерухам, ученики которой выпустили в память о своем учителе небольшой альбом с фотографиями и воспоминаниями о Зеэве Фридмане. Первое время они приезжали навестить родителей Зеэва вместе со своими родителями и исполняли музыкальные произведения на кларнетах, но, повзрослев, ученики приезжают уже в этот дом сами, организуя небольшие выступления для родителей своего учителя. Беэршевский симфонический оркестр «Симфониетта» выпустил небольшой документальный фильм в память о Зеэве Фридмане, в который вошли кадры его сольных выступлений и выступлений вместе с оркестром, выступлений в Израиле и других странах, включая его участие в благотворительных концертах в домах престарелых и перед людьми с ограниченными возможностями.
Зеэв Фридман был верующим человеком, соблюдающим еврейскую традицию и после его смерти, начиная с декабря 2009 года в родительском доме Зеэва во время своих частых приездов в Израиль Главный рав Литвы и Вильнюса рав Хаим Бурштейн проводил уроки Торы в память о Зеэве Фридмане, вплоть до пандемии 2020 года.

## Биография
Зеэв Фридман родился 10 октября 1960 года в г. Белая Калитва Ростовской области. Окончил в Ростове-на-Дону музыкальное училище им. Гнесиных (1975—1979) и в том же городе консерваторию им. С. Рахманинова (1979—1984) по классу кларнета. Работал в ростовском Театре музыкальной комедии (1983—1985), в Ростовском симфоническом оркестре (1985—1989) и концертмейстером в Ростовской государственной консерватории имени Рахманинова (1985—1990). 1984—1985 — служба в Советской Армии
С юных лет писал стихи, рассказы, эссе. Сохранился полный архив с авторскими иллюстрациями и комментариями на полях рукописей в городе Беэр Шева, Израиль. С февраля 1990 года жил в Израиле и продолжал музыкальную карьеру: с 1990 года по 2009 год работал в Беэршевском симфоническом оркестре «Симфониетта», крупнейшем в Израиле, участвовал во всех выступлениях оркестра в Израиле и других странах, в сольных выступлениях, в благотворительных концертах. С 1990 года преподавал в Беэршевской городской консерватории (Израиль) и с 1999 по 2009 года — в консерватории города Йерухам (Израиль).
Статьи с 1995 года размещали у себя газета «Новости недели», с 1996 года журнал «Алеф». Участвовал во всех демонстрациях, направленных против соглашений в Осло, которые проводились в Иерусалиме и Тель Авиве. Посещал старейшую в Израиле беэршевскую литературную студию «Среда Обетованная» (в 1994 г. основанную Лившицем Д.Я., Войтовецким И. Н. и Леной Аксельрод) начиная с периода, когда ею руководил Лившиц, Давид Яковлевич (1928—2016), включая те годы, когда участниками студии были Илья Войтовецкий, Феликс Давыдович Кривин (1928—2016), Муха Рената Григорьевна (1933—2009), Арустамов Юрий Арменакович (1934—2014) и другие. В результате тяжелой болезни Зеэв Фридман ушёл из жизни в 2009 году и после, в том же 2009 году были найдены в его бумагах различные рукописи: роман, рассказы, стихи, рисунки, дневниковые записи. Рукописи были оцифрованы родными и друзьями Зеэва и направлены в различные издательства. Литературный редактор рукописи — литератор Разгон Александр Абрамович, племянник писателя, мемуариста, правозащитника Разгона Льва Эммануиловича (1908—1999).
Многочисленные переиздания романа и презентации сделали роман доступным для многих читателей в Израиле и за рубежом, что привлекло внимание ивритоязычных читателей и израильское издательство «Pardes» в 2020 году выкупило права на издание романа, и в 2021 году выпустило роман Зеэва Фридмана «В ночь на седьмое ноября» на иврите в переводе Владимира Глозмана и Маши Цур-Глозман (обладательница Премии Гефена Geffen Award за 2020 год в номинации "Лучший оригинальный научно-фантастический или фэнтезийный роман: «Удовлетворите дракона»)

## Семья
Отец, Фридман, Евгений Львович — музыкант, скрипач. Мать, Рита Наумовна Фридман, урождённая Бронштейн — физиолог. В 1990 году репатриировались вместе с сыном в Израиль. Рита Фридман начиная с 2012 года и по сегодняшний день является организатором презентаций книг Зеэва Фридмана в Израиле, России, Украине.
О Зеэве Фридмане, как о музыканте и педагоге, существует множество свидетельств и отзывов от лица дирижёров, коллег, а также в писем учеников. Ниже приведены некоторые из отзывов.

## Оценки деятельности

### О музыкальной деятельности
Дирижёры, работавшие в разные периоды с Зеэвом Фридманом в Беэршевском симфоническом оркестре «Симфониетта» и вспоминающие о его участии в гастрольных турах оркестра в 1994 году по Греции, в августе 1996 в Испании, в ноябре-декабре 1998 года во Франции, Испании, Швейцарии, в ноябре 1999 года во Франции и Германии пишут о вкладе Зеэва в работу оркестра, о его обаянии и влиянии на общий успех и гастрольных поездок и выступлений оркестра в Израиле, о его авторитете среди музыкантов крупнейшего оркестра Израиля. Дирижёр Ярон Трауб, получивший в 1998 году Премию оркестров на IV Международном конкурсе дирижёров им. Кондрашина в Амстердаме, лично выражал благодарность Зеэву Фридману за его вклад и «удивительное и трогательное исполнение „Песен Земли“ Малера». В альбом рисунков Зеэва Фридмана, вышедший через 4 года после его смерти в 2013, один из экземпляров которого хранится в Библиотеке Гарвадского Университета, вошли несколько портретов и дружеских шаржей музыкантов оркестра, нарисованных Зеэвом в гастрольный период и в период концертных выступлений в Израиле.
«Он был одарённым музыкантом высокого уровня, игра которого влияла на звучание оркестра и его уровень в целом. Его стремление к идеалу и знание материала во всех областях и стилях, его желание поделиться сокровищами своего внутреннего мира со всеми помогало делать музыку искренней и чистой и снискало ему многочисленных поклонников».
Дорон Соломон, дирижёр
«Музыка Зеэва была сама по себе была светом и любовью и объединяла нас всех, его коллег по профессии. Только малым утешением послужит нам возможность сродниться с богатым наследием, которое оставил Зеэв, — с широтой и благородством его души».
Эли Яффе, дирижёр
«Зеэв посвятил себя музыке и кларнету, всегда играл с отдачей, словно молился, придавая значение каждой мелочи. У него был тёплый звук, трепетная игра, шедшая из сердца. Он был неотъемлемой частью оркестра, общей палитры, глубокий, характерный для него звук, влиял на звучание оркестра. Образ Зеэва навсегда останется в моей памяти. Есть в этом глубокая преемственность для нас, относящаяся к значению музыки для настоящего музыканта, каким был Зеэв, потому что Зеэв был связан с музыкой, он играл из глубины своей души. Он был посланником своего искусства в этом мире, ничего не требуя взамен…».
Михаэль Вольпе, композитор

### О литературном творчестве
Григорий Канович \ Канович, Григорий (18.06.1929) \ о книге Зеэва Фридмана «Когда зажжется свет в ночи» . Этот отзыв был опубликован в первом издании книги в 2012 г. в качестве предисловия к ней:
«К великому сожалению, Зеэв Фридман, профессиональный музыкант, уже не услышит заслуженных им слов похвалы в свой адрес. Его музыкальный путь преждевременно оборвался, звуки, исторгнутые его сердцем, замолкли. Но, к счастью, остались его слова, — солидная книга замечательной прозы — роман и рассказы, пышущие неподдельной страстью, поражающие новизной художественных решений, глубоким проникновением в психологию персонажей. Среди написанного Зеэвом Фридманом, на мой взгляд, выделяется его роман „В ночь на седьмое ноября“. Он, несомненно, — вершина творчества автора. Само название романа, посвящённого извечной еврейской теме — судьбе так называемых галутных евреев на перепутьях истории, как нельзя лучше отражает не только суть рассматриваемых проблем, но и суровый, сдержанный оптимизм автора… Беру на себя смелость утверждать, что слову Зеэва Фридмана уготована долгая жизнь, ибо то, что сказано незаёмными, выстраданными, нелживыми словами, может и должно пережить тех, кто его сказал, с чьих уст оно слетело и нашло прибежище на чистом листе»
Геннадий Плетинский, журналист — отрывки из газетной статьи о Зеэве Фридмане «Таинственное свойство таланта», «Новости недели», 17/09/2013:
«Хорошо помню его неравнодушные статьи…». «Написанные добротным языком, логичные и страстные, они не оставляли равнодушными читателей, которые отзывались на них письмами, телефонными звонками, соглашаясь с автором или вступая с ним в полемику». «Он был думающим человеком, к тому же блестяще владеющим языком. Это тем более удивительно, что речь идёт не о профессиональном литераторе, а о музыканте, то есть основным орудием его труда были не слова, а звуки. Но таково таинственное слово таланта — обладающий им человек чаще всего талантлив во всём. В чём лишний раз убедился, увидев его рисунки, чем-то напоминавшие росчерки на полях пушкинских рукописей.»
Эли Люксембург (1940—2019) о романе Зеэва Фридмана «В ночь на седьмое ноября» — видеозапись 2013 года Эли Люксембург о книге Зеэва Фридмана
Лея Алон (Лея Гринберг), о книге Зеэва Фридмана «Когда зажжется свет в ночи» — видеозапись 2013 года (Kniga Fridman Lea Alon)
Лея Алон (Лея Гринберг), о книге Зеэва Фридмана «Когда зажжется свет в ночи» — «Полеты души» 2014 год внутри текста заметки об Эли Люксембурге на портале «7 искусств»
Александр Баршай, журналист «Книга и судьба Зеэва Фридмана», 2016
Портал Евгения Берковича «7 искусств» — о Зеэве Фридмане, о книге «Когда зажжется свет в ночи» и отрывки из романа
Д-р Юлия Систер о жизни и творчестве Зеэва Фридмана «Когда зажжется свет в ночи» в Доме ученых города Реховот в 2013 г.

### Книги
- 2012 год — книга Зеэва Фридмана «Когда зажжется свет в ночи», под редакцией Александра Разгона, Иерусалим, ISBN 978-9-65555-615-5
- 2013 год — Альбом рисунков Зеэва Фридмана под редакцией художника Блейх, Галина Авраамовна
- 2015 год — книга «Когда зажжется свет в ночи», Чикаго, платформа Амазон, ISBN 978-1-5172-6574-8
- 2016 год — книга «Когда зажжется свет в ночи», Москва, издательство «Водолей», ISBN 978-5-91763-314-5
- 2016 год — книга «Когда зажжется свет в ночи», Москва, издательство «Лабиринт», ISBN 978-5-91763-314-5
- 2016 год — книга «Когда зажжется свет в ночи», Москва, издательство «Книжники», ISBN 978-5-91763-314-5
- 2017 год — книга «В ночь на седьмое ноября», Киев, издательский Дом Дмитрия Бураго, ISBN 978-9-66489-405-7
- 2018 год — книга «В ночь на седьмое ноября», Нью Йорк, издательство «Либерти», ISBN 978-1-62804-106-4
- 2021 год — книга «В ночь на седьмое ноября», иврит, זאב פרידמן «ליל השביעי בנובמבר», Хайфа, издательство «Pardes», ISBN 978-1-61838-812-4
- 2023 год — книга «Когда зажжётся свет в ночи», иврит, вышла под заголовком «Рамбам в КГБ». Издательство «Стеймацки».

### Статьи

#### Статьи Зеэва Фридмана
в израильских изданиях — газете «Новости недели» и журнале «Алеф»:
- «Демократия по-израильски» (1995);
- «О ближнем и дальнем еврее» (1996),
- «Несинайская тора и заблудившийся синайский народ» (1996);
- «Помни, не забудь» (1996);
- «Вариации на тему…» (1996);
- «Голы в свои ворота» (1997).

#### Статьи о Зеэве Фридмане в журналах
- Газета «Шалом», Чикаго, выпуск 376, декабрь 2013 года — Евсей Цейтлин о творчестве Зеэва Фридмана, отрывок из романа «В ночь на седьмое ноября», рассказы из книги «Когда зажжется свет в ночи»
- «Иерусалимский журнал» (№ 7, 2014 год) на Евразийском журнальном портале «Мегалит» — Зеэв Фридман, рассказы «Борька» и «Пробуждение» из книги «Когда зажжется свет в ночи»
- Отрывки из книги «Когда зажжется свет в ночи» на портале Е. Берковича
- Статья о Зеэве Фридмане и отрывок из романа «В ночь на седьмое ноября» в журнале «22», Тель Авив.
- Статья о Зеэве Фридмане и отрывок из романа «В ночь на седьмое ноября» в журнале «Артикль», Тель Авив.
- Статья о Зеэве Фридмане и отрывок из романа «В ночь на седьмое ноября» в журнале «Кстати» (Сан-Франциско).

#### Статьи о книгах Зеэва Фридмана
- Лея Алон (2013) «И если не погаснет свет»,
- Международный журнал «Мы здесь» (2015), журналист Александр Баршай.
- «Независимая газета» (Москва, 2016), журналист Александра Баршая «Гэбисты, ангелы, бандиты».
- Александр Разгон (2018),
- Наталья Салма (2019),
- «Еврейский мир» (газета русскоязычной Америки), 2020 год и т. д.

## Библиотеки
- Российская Государственная библиотека — «Когда зажжется свет в ночи», Фридман Зеэв, Иерусалим, 2012 (584)
- Российская Государственная библиотека — «Когда зажжется свет в ночи», Фридман Зеэв, Москва, «Водолей», 2016 (585)
- Библиотека Гарвадского Университета — «Рисунки Зеэва Фридмана», Иерусалим, 2013
- Библиотека Гарвадского Университета — Kogda zazhzhetsi͡a svet v nochi : roman, rasskazy, iz dnevnikov, publit͡sistika, pisʹma uchenikov, Иерусалим, 2012
- Библиотека Гарвадского Университета — V nochʹ na sedʹmoe noi͡abri͡a : Roman ; Rasskazy, Киев, Издательский дом Дмитрия Бураго, 2017
- Библиотека Университета Стенфорд — The eve of November seven / Zeʹev Fridman, Нью Йорк, «Либерти», 2018
- Национальная библиотека Израиля — «Когда зажжется свет в ночи» , Зеэв Фридман (1960—2009), Иерусалим, 2013
- Донская Государственная Публичная Библиотека — «Когда зажжется свет в ночи» , Зеэв Фридман (1960—2009), Иерусалим, 2012

## Презентации
- Презентации книги «Когда зажжется свет в ночи» в Израиле 2012—2020, в городах: Иерусалим (4), Ашдод (2), Ашкелон, Арад, Беэр-Шева, Реховот, Петах-Тиква, Ришон-ле-Цион, Бат-Ям, Кфар-Саба, Кармиэль, Цфат, Кирьят-Гат, Кирьят-Арба, Ариэль, Текоа, Мицпе-Рамон, Нетания, Сдерот, Эйлат.
- Презентации книги «Когда зажжется свет в ночи» август-сентябрь 2017 года в России: Москва — книжный магазин «Москва», Дом еврейской книги — "Презентация книги Зеэва Фридмана «Когда зажжется свет в ночи» в Библиотеке иностранной литературы, Еврейский культурный центр,

Дом русского Зарубежья Подмосковье — Королёв, Мытищи 2019 год
- Презентации книги «Когда зажжется свет в ночи» в Украине: Киев — Центр еврейского образования Украины 25 июня 2018 года

## Конференции
Доклад литературоведа и редактора Разгона Александра Абрамовича "Советская официозная терминология и её истинное значение в романе Зеэва Фридмана «В ночь на седьмое ноября» на ХХVII международной научной конференции «Язык и культура» (25-27.06.2018) Киев